# Тымовский район
Ты́мовский район — административно-территориальная единица (район), в границах которой вместо упразднённого одноимённого муниципального района образовано муниципальное образование Тымовский городской округ в Сахалинской области России.
Административный центр — посёлок городского типа Тымовское.

## География
Тымовский район приравнен к районам Крайнего Севера.
Расположен в центральной части о. Сахалин в долине реки Тымь.

## История
1 февраля 1963 года в результате всесоюзной реформы районного деления из части Кировского района был образован Тымовский промышленный район.
12 января 1965 года в результате объединения Кировского сельского и Тымовского промышленного районов был образован единый Тымовский район.
Городской округ образован 1 января 2005 года. До 2012 года основным наименованием городского округа являлось Тымовский район, после 2012 года — Тымовский городской округ.

## Население
| 1970    | 1979    | 1989    | 2002    | 2009    | 2010    | 2011    |
| ------- | ------- | ------- | ------- | ------- | ------- | ------- |
| 23 628  | ↗24 748 | ↗25 774 | ↘19 099 | ↘17 738 | ↘16 212 | ↘16 193 |
| 2012    | 2013    | 2014    | 2015    | 2016    | 2017    | 2018    |
| ↘15 946 | ↘15 651 | ↘15 232 | ↘14 956 | ↘14 702 | ↘14 522 | ↘14 279 |
| 2019    | 2020    | 2021    | 2023    |         |         |         |
| ↘14 119 | ↘14 039 | ↗14 611 | ↘14 437 |         |         |         |

## Населённые пункты
В состав района (городского округа) входят 20 населённых пунктов:
| №  | Населённый пункт | Тип  | Население |
| -- | ---------------- | ---- | --------- |
| 1  | Адо-Тымово       | село | ↘511      |
| 2  | Арги-Паги        | село | ↘569      |
| 3  | Белое            | село | ↘16       |
| 4  | Белоречье        | село | ↘32       |
| 5  | Воскресеновка    | село | ↘508      |
| 6  | Восход           | село | ↘338      |
| 7  | Зональное        | село | ↘214      |
| 8  | Иркир            | село | ↘45       |
| 9  | Кировское        | село | ↘1237     |
| 10 | Ключи            | село | →0        |
| 11 | Красная Тымь     | село | ↘520      |
| 12 | Молодёжное       | село | ↘627      |
| 13 | Ново-Тымовское   | село | →0        |
| 14 | Палево           | село | ↘24       |
| 15 | Подгорное        | село | ↘68       |
| 16 | Славы            | село | ↘119      |
| 17 | Тымовское        | пгт  | ↗8721     |
| 18 | Усково           | село | ↘7        |
| 19 | Чир-Унвд         | село | ↗271      |
| 20 | Ясное            | село | ↘876      |

### Упразднённые населённые пункты
В 2024 году упразднены села: Берёзовая Поляна, Верхний Армудан, Горки, Лонгари и Ульва. Исключено из учётных данных в 2024 году. .